# Криворожское сельское поселение
Криворожское сельское поселение — муниципальное образование в Миллеровском районе Ростовской области. Административный центр поселения — слобода Криворожье.

## Административное устройство
В состав Криворожского сельского поселения входят:
- слобода Криворожье;
- хутор Антоновка;
- хутор Гремучий;
- хутор Екатериновка;
- хутор Иллиодоровка;
- хутор Калиновка;
- хутор Каменка;
- хутор Криничный;
- хутор Мельничный;
- хутор Нижнебурцев;
- слобода Позднеевка;
- хутор Спартак;
- хутор Тарадинка;
- хутор Чигиринка.

## Население
| 2010  | 2012  | 2013  | 2014  | 2015  | 2016  | 2017  |
| ----- | ----- | ----- | ----- | ----- | ----- | ----- |
| 3735  | ↘3594 | ↘3459 | ↘3365 | ↘3353 | ↘3347 | ↘3311 |
| 2018  | 2019  | 2020  | 2021  |       |       |       |
| ↘3270 | ↘3243 | ↘3179 | ↘3107 |       |       |       |